# Mythodea
Mythodea é um álbum de estúdio do músico grego Vangelis, gravado em 1993 e lançado em 2001.

## Faixas
1. "Introdução"– 2:43
2. "Movimento 1" – 5:41
3. "Movimento 2" – 5:39
4. "Movimento 3" – 5:51
5. "Movimento 4" – 13:42
6. "Movimento 5" – 6:35
7. "Movimento 6" – 6:27
8. "Movimento 7" – 4:58
9. "Movimento 8" – 3:07
10. "Movimento 9" – 5:00
11. "Movimento 10" – 3:03